# Guillermo Fariñas
Guillermo Fariñas (Santa Clara, 3 januari 1962) is een Cubaans oud-militair, psycholoog, journalist en dissident. Hij werd bekend door talrijke hongerstakingen, waarmee hij protesteerde tegen de Cubaanse regering onder leiding van Fidel en later Raúl Castro.

## Leven

### Jeugd en militaire carrière
Guillermo Fariñas stamt uit een gezin van voorstanders van de Cubaanse Revolutie. Zijn vader vocht in 1965 samen met Che Guevara in Congo. Zelf was hij aanvankelijk ook een pleitbezorger van de revolutie.
Hij begon aan een militaire opleiding die hem als cadet in Tambov in de Sovjet-Unie bracht. Hij werkte onder meer mee met de Cubaanse militaire inzet in Angola, waar hij meerdere malen gewond raakte en verschillende onderscheidingen voor ontving.

### Vervolg als psycholoog
Om gezondheidsredenen onderbrak hij zijn militaire loopbaan in 1983 en begon hij aan een studie psychologie die hij in 1988 afsloot. Hij werkte vervolgens in een polikliniek. Tegelijkertijd was hij algemeen secretaris van het communistische jeugdverbond, Unión de Jóvenes Comunistas. Uit beide functies werd hij in 1989 ontheven toen hij stelling nam tegen de executie van generaal en Angola-strijder Arnaldo Ochoa.

### Veroordeling
Fariñas bracht sinds 1995 negen jaar door in de gevangenis, vanwege een veroordeling voor agressie op een vrouwelijke collega van het gezondheidsinstituut waar hij als psycholoog werkte, en voor het zwaar verwonden van een bejaarde in 2002 in de stad Santa Clara. Volgens Fariñas heeft zijn veroordeling echter te maken met zijn politieke activiteiten.

## Sacharovprijs
Internationaal trok hij de aandacht, toen hij 135 dagen in hongerstaking ging van 24 februari tot 8 juli 2010. Hiermee vroeg hij enerzijds aandacht voor de door hongerstaking overleden Orlando Zapata en protesteerde hij anderzijds voor de vrijlating van 26 ziekte politieke gevangenen. In hetzelfde jaar ontving Fariñas de Sacharovprijs voor de Vrijheid van Denken van het Europees Parlement. De Sacharovprijs is bestemd voor personen en organisaties die zich wijden aan de bescherming van de rechten en fundamentele vrijheden van de mens.